# Exsudat
| Transsudat vs. exsudat                                | Transsudat vs. exsudat                                      | Transsudat vs. exsudat |
| ----------------------------------------------------- | ----------------------------------------------------------- | ---------------------- |
|                                                       | Transsudat                                                  | Exsudat                |
| Causes principals                                     | Increment pressió hidrostàtica, Disminució pressió oncòtica | Inflamació             |
| Aparença                                              | Clara                                                       | Tèrbola                |
| Pes específic                                         | < 1,012                                                     | > 1,020                |
| Contingut proteic                                     | < 25 g/L                                                    | > 35 g/L               |
| proteïna del fluid proteïna del sèrum                 | < 0.5                                                       | > 0.5                  |
| Diferència entre l'albúmina del fluid i la de la sang | > 1.2 g/dL                                                  | < 1.2 g/dL             |
| LDH en el fluid límit superior en el sèrum            | < 0.6 o < 2⁄3                                               | > 0.6 o > 2⁄3          |
| Colesterol                                            | < 45 mg/dL                                                  | > 45 mg/dL             |
| Vegeu també: Prova de Rivalta                         |                                                             |                        |

L'exsudat és un líquid inflamatori extravascular amb una elevada concentració proteica (pes específic >1,02) que s'acumula als teixits del cos sotmesos a un procés d'inflamació. L'exsudació és el fenomen de filtració d'un líquid orgànic durant un procés inflamatori. D'acord al seu aspecte i característiques composicionals particulars, els exsudats acostumen a ser descrits com a serosos, serohemorràgics, fibrinosos i purulents. En els exudats que contenen pus, el patogen causal no sempre pot ser identificat emprant mètodes microbiològics rutinaris.
Els capil·lars augmenten la seva permeabilitat per l'acció de la histamina i altres substàncies, majoritàriament proteiques, anomenades mediadors de la inflamació, per tal de deixar passar els leucòcits al teixit inflamat. Per aquest motiu, l'exsudat es compon d'una mescla de proteïnes i cèl·lules en ambient aquós.
L'exsudació forma part del progrés curatiu de les ferides. En les ferides agudes l'exsudat estimula la proliferació de fibroblasts, queratinòcits i cèl·lules endotelials. Al contrari, en les cròniques inhibeix el creixement cel·lular i l'angiogènesi i conté metal·loproteïnases que trenquen la matriu extracel·lular. Experimentalment, s'ha demostrat que els exudats inflamatoris precoços modulen la funció i l'apoptosi dels neutròfils en les incisions quirúrgiques.
Es diferencia del transsudat en què aquest darrer no és de naturalesa inflamatòria i, per tant, no presenta ni proteïnes ni cèl·lules.
Quan la inflamació està produïda per una patologia infecciosa d'origen bacterià l'exsudat esdevé ric en cèl·lules, glòbuls blancs i bacteris morts, es torna blanc i cremós: és el pus. Si aquest exsudat purulent s'acumula en una cavitat preformada, es tracta d'un empiema, si és neoformada es tracta d'un abscés.
La saba, la goma, la resina i el làtex es consideren exsudats des del punt de vista botànic. Les arrels i les llavors de les plantes exsuden múltiples compostos a la rizosfera que els permeten la captació de nutrients.